# 洪毅婷
洪毅婷（1997年5月4日—），台灣女子羽球選手。就讀國立體育大學。

## 球員生涯
2018年6月，洪毅婷代表台電國體出戰第2次全國羽球排名賽，在甲組女子單打決賽以2比1擊敗亞柏的林芝昀，奪得冠軍。
2018年9月，洪毅婷出戰南澳洲國際賽，與唐琬貽合作拿得女子雙打比賽亞軍。

## 主要比賽成績
只列出曾進入準決賽的國際賽事成績：
| 年份   | 賽事                   | 公開賽級別 | 項目     | 搭檔   | 成績   |
| ------ | ---------------------- | ---------- | -------- | ------ | ------ |
| 2016年 | 加拿大羽毛球大獎賽     | 大獎賽     | 女子雙打 | 蘇湘玲 | 準決賽 |
| 2018年 | 南澳洲羽毛球國際賽     | 國際挑戰賽 | 女子雙打 | 唐琬貽 | 亞軍   |
| 2018年 | 雪梨羽毛球國際賽       | 國際系列賽 | 女子單打 | －     | 亞軍   |
| 2018年 | 雪梨羽毛球國際賽       | 國際系列賽 | 女子雙打 | 唐琬貽 | 準決賽 |
| 2018年 | 世界大学生羽毛球锦标赛 | 其他       | 混合團體 | －     | 季軍   |
| 2018年 | 世界大学生羽毛球锦标赛 | 其他       | 女子單打 | －     | 冠軍   |
| 2018年 | 美國羽毛球國際挑戰賽   | 國際挑戰賽 | 女子雙打 | 宋碩芸 | 準決賽 |
| 2023年 | 波恩羽毛球國際賽       | 未來系列賽 | 女子單打 | －     | 冠軍   |
| 2025年 | 波蘭羽毛球公開賽       | 國際挑戰賽 | 女子單打 | －     | 亞軍   |

| 2007-2017年 | 首要超級賽 | 超級賽 | 黃金大獎賽 | 大獎賽 | 國際挑戰賽 | 國際系列賽 | 未來系列賽 | 其他 |

| 2018-2026年 | 總決賽 | 超級1000賽 | 超級750賽 | 超級500賽 | 超級300賽 | 超級100賽 | 國際挑戰賽 | 國際系列賽 | 未來系列賽 | 其他 |